# Queimada Grande
Queimada Grande (în portugheză Ilha da Queimada Grande) este o insulă în oceanul Atlantic, situată la 35 de km de țărmurile statului brazilian São Paulo.

## Geografie
Insula are o suprafață de doar aproximativ 0,43 km² și o înălțime de 200 m, dar este cunoscută ca locul de habitat a unei dintre cele mai periculoase specii de șerpi din lume — Bothrops insularis, a cărei mușcătură provoacă necroza imediată a țesuturilor. Din acest motiv, și, de asemenea, pentru a salva flora și fauna locală, autoritățile braziliene interzic vizitarea insulei, care este inclusă în lista celor mai periculoase locuri ale Pământului.

## Economie
Pe insulă este instalat un far care funcționează în modul automat. 
În apele din jurul insulei sunt răspândite unele genuri de sport, cum ar fi pescuitul și scufundările (diving).